# وادی مره
وادی مره (به عربی: وادی مرة) یک شهرداری در الجزایر است که در استان الاغواط واقع شده‌است. وادی مره ۴٬۷۴۸ نفر جمعیت دارد.